# 三星NV3
三星 NV3是三星電子的一款便携式数码相机，2006年7月发布，目前已停产。像素为700万，感光元件为1/2.5英寸CCD。3倍光学变焦，背面为2.5寸宽屏彩色TFT显示屏。本机支持MP3播放、电子书阅读和PMP视频播放（需要使用自带软件转换视频格式），是三星的一款多媒体便携式数码相机。机身为黑色，外置两个扬声器，机身94.5 x 57 x 17.5 mm，支持SD卡扩展。